# Referensbibliotek
Referensbibliotek kallas ett bestånd av referenslitteratur, såsom uppslagsböcker och handböcker, oftast ingående i ett allmänt bibliotek. Böckerna i referensbiblioteken är i regel avsedda att användas på plats och lånas inte ut.
Förleden referens pekar här på böckernas användning som källa. I allmänhet förvaras de i bibliotekens läsrum.
Ett exempel på referensbibliotek är Konstbiblioteket.